# Vicente Borge
Vicente Borge González (Mieres, Asturias, España, 23 de octubre de 1968), conocido como Borge, es un exfutbolista y entrenador de fútbol español. Actualmente dirige al Hércules C. F. "B".

## Clubes

### Como futbolista
| Club                         | País   | Año       |
| ---------------------------- | ------ | --------- |
| Real Oviedo                  | España | 1987-1990 |
| Real Burgos C. F.            | España | 1988-1989 |
| Real Avilés Industrial C. F. | España | 1991-1992 |
| C. E. Sabadell F. C.         | España | 1992-1993 |
| C. P. Mérida                 | España | 1993-1994 |
| C. D. Lugo                   | España | 1994-1995 |
| Racing Club de Ferrol        | España | 1995-1996 |
| C. D. Lugo                   | España | 1996-1998 |
| Cádiz C. F.                  | España | 1998-2000 |
| Novelda C. F.                | España | 2000-2001 |
| Hércules C. F.               | España | 2001-2003 |
| Villajoyosa C. F.            | España | 2003-2006 |

### Como entrenador
| Club               | País   | Año       |
| ------------------ | ------ | --------- |
| Villajoyosa C. F.  | España | 2008      |
| Benidorm C. D.     | España | 2009      |
| Alicante C. F.     | España | 2009-2011 |
| Hércules C. F. "B" | España | 2011-2013 |